# Wonder of Women
Wonder of Women este un film dramatic american din 1929, regizat de Clarence Brown, avându-i în rolurile principale pe Lewis Stone, Leila Hyams și Peggy Wood. A fost nominalizat la premiul Oscar la categoria „Cel mai bun scenariu”.
Bazat pe romanul german din 1927 Die Frau des Steffen Tromholt scris de Hermann Sudermann, filmul este acum pierdut, supraviețuind doar discurile sonore la UCLA.

## Distribuție
- Lewis Stone în rolul Stephen Trombolt
- Leila Hyams în rolul Karen
- Peggy Wood în rolul Brigitte
- Harry Myers în rolul Bruno Heim
- Sarah Padden în rolul Anna
- George Fawcett în rolul doctorului
- Blanche Friderici în rolul menajerei lui Stephen Trombolt
- Wally Albright în rolul Wulle-Wulle
- Anita Louise în rolul Lottie
- Ullrich Haupt în rolul Kurt